# Currículo oculto
O currículo oculto é um conjunto de lições "que são aprendidas, mas não abertamente pretendidas" ensinadas na escola. São normas, valores e crenças transmitidas tanto na sala de aula quanto no ambiente social.
Qualquer tipo de experiência de aprendizado pode incluir lições indesejadas. No entanto, o conceito de currículo oculto geralmente se refere ao conhecimento adquirido especificamente em contextos de escolas primárias e secundárias. Nesses cenários, a escola busca o desenvolvimento intelectual igualitário entre seus alunos, e o currículo oculto refere-se ao reforço das desigualdades sociais existentes por meio da educação de acordo com a classe e a condição social dos alunos. A distribuição do conhecimento entre os alunos é espelhada na distribuição desigual do capital cultural.
O intervalo recreativo entre as aulas é uma parte importante do currículo oculto na escola.

## Aspectos da aprendizagem
Vários aspectos da aprendizagem contribuem para o sucesso do currículo oculto, incluindo práticas, procedimentos, regras, relacionamentos e estruturas sociais. Esses aspectos de aprendizagem específicos da escola podem incluir, mas não estão limitados as estruturas sociais da sala de aula, o exercício de autoridade do professor, o uso da linguagem pelo professor, regras que regem o relacionamento entre professores e alunos, atividades padrão de aprendizado, livros didáticos, recursos audiovisuais, mobiliário, arquitetura, medidas disciplinares, horários e prioridades curriculares. As variações entre esses elementos podem criar as disparidades encontradas ao comparar os currículos ocultos em várias classes e status sociais. "Toda escola é ao mesmo tempo expressão de uma situação política e uma professora de política".
Embora o material real que os alunos absorvem por meio do currículo oculto seja de extrema importância, as pessoas que o transmitem suscitam uma investigação especial. Isso se aplica particularmente às lições sociais e morais transmitidas pelo currículo oculto, pois as características e ideologias morais dos professores e outras figuras de autoridade são traduzidas em suas aulas, embora não necessariamente de propósito.

### Heteronormatividade
De acordo com Merfat Ayesh Alsubaie, o currículo oculto da heteronormatividade resulta no apagamento das identidades LGBT no currículo por meio do privilégio das identidades heterossexuais. Para Gust Yep, a heteronormatividade é a "presunção e suposição de que toda experiência humana é inquestionável e automaticamente heterossexual". Leis que proíbem a menção ou o ensino de identidades LGBT são consideradas como reforçadoras do currículo oculto da heteronormatividade. Segundo Mary Preston, a falta de educação sexual nas escolas também retira identidades LGBT do currículo explícito e contribui para o currículo oculto da heteronormatividade.
Dependendo da norma cultural da escola, quando alunos estão fora da norma heterossexual, outros alunos e professores podem policiá-los de acordo com as expectativas heteronormativas. C. J. Pascoe disse que o policiamento ocorre por meio do uso de comportamentos de intimidação, como o uso de palavras como "viado, bicha ou sapatão", que são usadas para envergonhar os alunos com identidades desviantes. Pascoe disse que o uso de calúnias LGBT forma um "discurso bicha", sendo que o "discurso bicha" nas escolas defende a heteronormatividade como sagrada, trabalha para silenciar as vozes LGBT e incorpora ideais heteronormativos no currículo oculto

### Autismo
O termo currículo oculto também se refere ao conjunto de normas e habilidades sociais que os autistas precisam aprender explicitamente, mas que as pessoas neurotípicas aprendem automaticamente, como a teoria da mente. Outro aspecto do currículo oculto frequentemente ensinado a alunos autistas é o de rotular suas emoções em um esforço para ajudar os alunos a evitar a alexitimia.

## Função
Embora o currículo oculto transmita muito conhecimento aos alunos, a desigualdade promovida pela disparidade entre classes e status sociais muitas vezes invoca uma conotação negativa. Por exemplo, Pierre Bourdieu afirma que o capital relacionado à educação deve ser acessível para promover o desempenho acadêmico. A eficácia das escolas torna-se limitada quando essas formas de capital são distribuídas de maneira desigual. Visto que o currículo oculto é considerado uma forma de capital relacionado à educação, ele promove essa ineficácia das escolas em decorrência de sua distribuição desigual. Como meio de controle social, o currículo oculto promove a aceitação de um destino social sem promover a consideração racional e reflexiva sobre ele.
De acordo com Elizabeth Vallance, as funções do currículo oculto incluem "a inculcação de valores, a socialização política, o treinamento em obediência e docilidade, a perpetuação das funções tradicionais da estrutura de classe que podem ser caracterizadas geralmente como controle social". O currículo oculto também pode ser associado ao reforço da desigualdade social, evidenciado pelo desenvolvimento de diferentes relações com o capital a partir dos tipos de trabalho e atividades laborais atribuídas aos alunos, variando conforme a classe social de cada um deles.
Embora o currículo oculto tenha conotações negativas, ele não é inerentemente negativo, e os fatores tácitos envolvidos podem potencialmente exercer uma força de desenvolvimento positivo sobre os alunos. Algumas abordagens educacionais, como a educação democrática, buscam ativamente minimizar, tornar explícito e/ou reorientar o currículo oculto de forma que tenha um impacto positivo no desenvolvimento dos alunos. Da mesma forma, nas áreas de educação ambiental e educação para o desenvolvimento sustentável, tem havido alguma defesa do currículo oculto para tornar os ambientes escolares mais naturais e sustentáveis, de modo que as forças tácitas de desenvolvimento que esses fatores físicos exercem sobre os alunos possam se tornar fatores positivos em seu desenvolvimento como cidadãos.

## Ensino superior e acompanhamento
Enquanto os estudos sobre o currículo oculto se concentram principalmente no ensino fundamental e médio, o ensino superior também sente os efeitos desse conhecimento latente. Por exemplo, preconceitos de gênero tornam-se presentes em campos de estudo específicos; a qualidade e as experiências associadas à educação anterior tornam-se mais significativas; e as diferenças de classe, gênero e raça tornam-se mais evidentes nos níveis mais altos de educação.